# 小森田実
小森田 実（こもりた みのる、1959年2月10日 - ）は、日本のシンガーソングライター・作曲家・編曲家。
主にコモリタミノルと表記される。

## 人物
大分県日田市出身。血液型はO型。福岡県立筑紫高等学校、山口大学農学部農芸化学科卒業（4年生時食品化学講座）、九州大学大学院農学研究科食糧化学工学科修士課程修了後、明治乳業研究所に就職が決定していたが、1983年に村上啓介らと小森田実 & ALPHAとしてメジャー・デビュー。その後、1989年にソロ・デビュー。1994年までの5年間に4枚アルバムを発表したが、1995年以降は作曲家・編曲家としての活動が中心となっている。

## ディスコグラフィー

### シングル

#### 小森田実
| #                | 発売日           | タイトル                             | c/w                    | 規格             | 規格品番         |
| アルファレコード | アルファレコード | アルファレコード                     | アルファレコード       | アルファレコード | アルファレコード |
| ---------------- | ---------------- | ------------------------------------ | ---------------------- | ---------------- | ---------------- |
| 1st              | 1989年6月25日    | 夏だけの女神                         | スコール               | 8cmCD            | 09A3-10          |
| 2nd              | 1989年11月28日   | エヴァーグリーン                     | ドキドキTALKING        | 8cmCD            | 09A3-16          |
| 3rd              | 1990年6月25日    | 遊びにゆこうよ!                      | FALL IN LOVEは夕映えに | 8cmCD            | ALDA-17          |
| 4th              | 1991年7月21日    | 恋する瞳                             | ウェルカム             | 8cmCD            | ALDA-31          |
| 5th              | 1991年11月21日   | アロハの大将〜アソバレのハワイ航路〜 | 隣人はサンタクロース   | 8cmCD            | ALDA-42          |
| 6th              | 1993年6月21日    | Dan shoo bee 恋を感じたら            | 夢じゃないナイ         | 8cmCD            | ALDA-78          |

#### Papa Lunch Mama
| #        | 発売日        | タイトル       | c/w                 | 規格     | 規格品番 |
| エアーズ | エアーズ      | エアーズ       | エアーズ            | エアーズ | エアーズ |
| -------- | ------------- | -------------- | ------------------- | -------- | -------- |
| 1st      | 1996年1月21日 | シアワセの王様 | いきなりプロポーズ! | 8cmCD    | AYDM-103 |

### アルバム

#### オリジナル・アルバム
|                  | 発売日           | タイトル          | 規格             | 規格品番         |
| アルファレコード | アルファレコード | アルファレコード  | アルファレコード | アルファレコード |
| ---------------- | ---------------- | ----------------- | ---------------- | ---------------- |
| 1st              | 1989年6月25日    | SQUALL            | CD               | 29A2-17          |
| 1st              | 1989年6月25日    | SQUALL            | CT               | 25A4-17          |
| 2nd              | 1990年6月25日    | MAHAINA CHOO CHOO | CD               | ALCA-52          |
| 3rd              | 1991年8月21日    | PANORAMA          | CD               | ALCA-15          |
| 4th              | 1994年3月15日    | Ivy's             | CD               | ALCA-564         |

#### ベスト・アルバム
|                                                  | 発売日                                           | タイトル                                         | 規格                                             | 規格品番                                         |
| Sony Music Direct / GT music コモリタミノル 名義 | Sony Music Direct / GT music コモリタミノル 名義 | Sony Music Direct / GT music コモリタミノル 名義 | Sony Music Direct / GT music コモリタミノル 名義 | Sony Music Direct / GT music コモリタミノル 名義 |
| ------------------------------------------------ | ------------------------------------------------ | ------------------------------------------------ | ------------------------------------------------ | ------------------------------------------------ |
| 1st                                              | 2006年5月24日                                    | GOLDEN☆BEST コモリタミノル                       | CD                                               | MHCL-825/6                                       |

### オムニバス・アルバム収録曲
- 『Spring Harmony~VISION FACTORY presents』（2008年2月13日発売／SONIC GROOVE／AVCD-16151）
  - SKY（作詞・作曲・編曲：コモリタミノル）
  - 終わらないエピローグ（作詞：小谷裕希、作曲・編曲：コモリタミノル）
- 『FLOWER FESTIVAL~VISION FACTORY presents』（2008年3月19日発売／SONIC GROOVE／AVCD-16150）
  - 愛のダリア（作詞：井田 実、作曲・編曲：コモリタミノル）
- 『Tokyo Wedding Collection』（2009年1月21日発売／Happy Music Record／CYCL-60011）
  - 未来（作詞・作曲・編曲：コモリタミノル）

### タイアップ
| 年              | 曲名                                 | タイアップ                                                         |
| --------------- | ------------------------------------ | ------------------------------------------------------------------ |
| 小森田実        |                                      |                                                                    |
| 1989年          | スウィート・マイ・ガール             | 三澤屋證券 CMソング                                                |
| 1989年          | エヴァーグリーン                     | ヤクルト CMソング                                                  |
| 1990年          | 遊びにゆこうよ!                      | ろうきん『マイプラン』CMソング                                     |
| 1990年          | FALL IN LOVEは夕映えに               | クボタ『アセアード』CMソング                                       |
| 1990年          | タナボタ式の恋もいい                 | 出雲殿'90 CMソング                                                 |
| 1991年          | 渚にて                               | アピオ CMソング                                                    |
| 1991年          | ウェルカム                           | CBCテレビ『ミックスパイください』エンディングテーマ                |
| 1991年          | アロハの大将〜アソバレのハワイ航路〜 | 富士ユニバンス CMソング                                            |
| 1993年          | Dan shoo bee 恋を感じたら            | 森永製菓『ICE BOX』CMソング                                        |
| 1993年          | 夢じゃないナイ                       | 日本テレビ系『ビックリ!なべしま大サーカス』エンディングテーマ      |
| Papa Lunch Mama |                                      |                                                                    |
| 1996年          | シアワセの王様                       | 読売テレビ・日本テレビ系アニメ『バケツでごはん』オープニングテーマ |
| 1996年          | Rolling Animals                      | 読売テレビ・日本テレビ系アニメ『バケツでごはん』挿入歌             |

## 代表提供曲
- aiko
「あした」作詞：AIKO、作曲・編曲：小森田実
- アイリーン&エリカ
「みんなあげちゃう♥」作詞：岩里祐穂、作曲：小森田実、編曲：椎名和夫
「本気1/2」作詞：森由里子、作曲：小森田実、編曲：唐木裕史
- 麻田華子
「ムジュンしてる!?」作詞：谷穂ちろる、作曲：小森田実、編曲：西平彰
- 芦田愛菜
「ふぁいと!!」作詞：下地悠、コモリタミノル、作曲・編曲：コモリタミノル
- 新しい地図 join ミュージック
「だったらDance!!」作詞：MIKEY、作曲・編曲：コモリタミノル
- 安倍なつみ
「あなたに会えたなら」作詞・作曲・編曲：コモリタミノル
- 嵐
「EYES WITH DELIGHT」作詞：久保田洋司・櫻井翔、作曲：コモリタミノル、編曲：石塚知生
「RAINBOW」作詞：久保田洋司、作曲：コモリタミノル、編曲：石塚知生
「Hey Hey Lovin' You」作詞：久世まりあ、作曲：コモリタミノル、編曲：CHOKKAKU
- 井手麻理子
「星がくれたFLAVA」作詞：Kinoppi、作曲・編曲：小森田実
- 伊藤敏博
「風色ロマンスII」作詞：伊藤敏博、作曲：小森田実・伊藤敏博、編曲：山本健司
- 稲垣潤一
「語らない」作詞：朝水彼方、作曲：小森田実、編曲：水島康貴
- 今井美樹
「American Breakfast トキメキ添え」作詞：戸沢暢美、作曲：小森田実、編曲：小林信吾
- 内海和子
「好きかと言われて」作詞：内藤綾子、作曲：小森田実、編曲：清水信之
- NMB48
「ジンクスとゲンカツギ」作詞：秋元康、作曲・編曲：コモリタミノル
- 大竹しのぶ
「常夜灯」作詞：及川眠子、作曲：小森田実、編曲：坂本昌之
- 岡崎律子
「夜明けの青いソファー」作詞：田久保真見、作曲：小森田実、編曲：京田誠一
- 丘みどり
「明日へのメロディ」作詞：大柴広己、作曲：コモリタミノル
- おニャン子クラブ
「赤道探検隊」作詞：秋元康、作曲：小森田実、編曲：清水信之
- 小野綾子
「TWO OF US」作詞：渡辺なつみ、作曲・編曲：コモリタミノル
「小さなひまわり」作詞：黒須チヒロ、作曲・編曲：コモリタミノル
「青い鳥が逃げた」作詞・作曲・編曲：コモリタミノル
「彼女の情景」作詞：渡辺なつみ／オノ・アヤコ、作曲・編曲：コモリタミノル
- 面影ラッキーホール
「私が車椅子になっても」作詞：aCKy、作曲：コモリタミノル、編曲：O.L.H.
- 柏原芳恵
「人生GAME」作詞：YOSHIE、作曲：小森田実、編曲：渡辺博也
- カズン
「恋する惑星」作詞：小林和子、作曲・編曲：小森田実
「ベルが鳴った」作詞：小林和子、作曲：小森田実、編曲：井上鑑
「想い出をつくろう」作詞：小林和子、作曲・編曲：小森田実
- 加藤ミリヤ
「Beautiful」作詞：Milliyah、作曲：小森田実、編曲：松井寛
- KAT-TUN
「MIRACLE」作詞：hamai、作曲：コモリタミノル、編曲：長岡成貢
「オリジナルブルー」作詞：相田毅、作曲・編曲：コモリタミノル
- 神崎まき
「アルバイトデイズ」作詞：影森潤、作曲・編曲：小森田実
「おたんじょうび　おめでとう」作詞：山田ひろし、作曲・編曲：小森田実
「GOOD DAY I・N・G」作詞：小林和子、作曲・編曲：小森田実
「JOY」作詞：山田ひろし、作曲・編曲：小森田実
「その気にさせないで」作詞：工藤哲雄、作曲・編曲：小森田実
「B with U!」作詞：MICKEY、作曲・編曲：小森田実
「ドライブへ行こう!」作詞：MICKEY、作曲・編曲：小森田実
「わたしがイチバン!!」作詞・作曲：広瀬香美、編曲：小森田実
- 関ジャニ∞
「MAGIC WORD〜僕なりの…〜」（丸山隆平ソロ）作詞：HANNYA MAN、作曲：コモリタミノル、編曲：大坪直樹
「Forward」（村上信五ソロ）作詞：capitao、作曲：コモリタミノル、編曲：ha-j、コーラスアレンジ：コモリタミノル
- KinKi Kids
「まけたらアカン」作詞：KinKi Kids、作曲：小森田実、編曲：CHOKKAKU
- 栗原玲子
「おもいでの色彩」作詞：野羊かな実、作曲：小森田実、編曲：吉田和生
- 郷ひろみ
「ビーナスたちのシエスタ」作詞：南風沙子、作曲：小森田実、編曲：難波正司・TRY FORCE
「大人たちのFour Seasons」作詞：郷ひろみ、作曲：小森田実、編曲：難波正司
- 国生さゆり
「ソレ以上、アレ未満」作詞：秋元康、作曲：小森田実、編曲：難波正司
「一瞬のノスタルジー」作詞：小倉めぐみ、作曲：小森田実、編曲：佐藤準
- CoCo
「月に日に〜いつもあなたを想ってる〜」作詞：宮前真樹、作曲・編曲：小森田実
- 小柳ゆき
「Fair Wind」作詞：Satomi、作曲・編曲：コモリタミノル
- 酒井法子
「REAL」作詞：さいとうみわこ、作曲・編曲：小森田実
- 里中茶美
「ティーンエイジ・セレナーデ」作詞：松本隆、作曲：小森田実、編曲：佐藤準
「魔法のビート」作詞：松本隆、作曲：小森田実、編曲：佐藤準
- 篠原涼子
「Goodbye Baby」作詞：松井五郎、作曲・編曲：小森田実
- 島崎路子
「愛をひとりにしないで」作詞：戸沢暢美、作曲：小森田実、編曲：清水信之
「グッドラック・チャーム」作詞：平出よしかつ、作曲：小森田実、編曲：杉山卓夫
- 島谷ひとみ
「Z!Z!Z! -Zip!Zap!Zipangu!-」作詞：上田起士、作曲・編曲：コモリタミノル
「フレーム」作詞：島谷ひとみ、作曲：コモリタミノル、編曲：前嶋康明、コーラスアレンジ：コモリタミノル
「Marvelous」作詞：六ツ見純代、作曲・編曲：コモリタミノル
「君は無敵さ 僕も無敵さ」作詞：大柴広己、作曲：コモリタミノル
- 志村香
「夢色 NIGHT DOLL」作詞：友井久美子、作曲：小森田実、編曲：新川博
- ジャニーズJr.
「恋はあせらず」作詞：相田毅、作曲・編曲：コモリタミノル
- JUNCA
「素直がいいよね」作詞：美遊砂、作曲：小森田実、編曲：難波正司
- しらさやえみ
「真夜中のプライド」作詞：しらさやえみ、作曲・編曲：小森田実
- 新テニスの王子様
「Party Time」作詞：沖田津永、作曲・編曲：コモリタミノル
- JUNNA
「Vai! Ya! Vai!」作詞：西 直紀、作曲・編曲：コモリタミノル
「JINXXX」作詞・作曲・編曲：コモリタミノル
「火遊び」作詞：岩里祐穂　作曲・編曲：コモリタミノル　ストリングス編曲 *: 倉内達矢
- 翠玲
「Love Chase」作詞：えびね遊子、作曲・編曲：小森田実
- SPATIO
「ハピハピ♡ルンルン」作詞・作曲：ベツダイリルームスプロジェクト（コモリタミノル）
- SUPER MONKEY'S
「恋のキュート・ビート」作詞・作曲・編曲：小森田実
「ミスターUSA」作詞：売野雅勇、作曲・編曲：小森田実
「愛してマスカット」作詞：及川眠子、作曲・編曲：小森田実
「わがままを許して」作詞：及川眠子、作曲・編曲：小森田実
- 鈴木福
「イヤイヤYO〜!!」作詞・作曲・編曲：コモリタミノル
- 鈴木蘭々
「Who Who Who」作詞：川村真澄、作曲・編曲：小森田実
「Shoobie Doobie Doing」作詞：川村真澄、作曲・編曲：小森田実
- SMAP
「SHAKE」作詞：森浩美、作曲：小森田実、編曲：CHOKKAKU
「ダイナマイト」作詞：森浩美、作曲・編曲：小森田実
「たいせつ」作詞：戸沢暢美、作曲：小森田実、編曲：長岡成貢
「らいおんハート」作詞：野島伸司、作曲・編曲：コモリタミノル
「ジャラジャラJAPAN 〜for the Japanese〜」作詞：鈴木収、作曲：コモリタミノル・James Brown、編曲：コモリタミノル
「UNPOSTED LETTER」作詞:麻生哲朗、作曲:コモリタミノル、編曲:河野圭
「BANG! BANG! バカンス!」作詞：宮藤官九郎、作曲・編曲：コモリタミノル
- 相馬裕子
「ワイパー」作詞：相馬裕子、作曲：小森田実、編曲：上杉洋史
- Da-ice
「TOKYO MERRY GO ROUND」作詞・作曲：コモリタミノル、編曲：鈴木雅也
「FAKESHOW」作詞：大柴広己、作曲：コモリタミノル、編曲：鈴木雅也
- 高杢禎彦
「24時間ずっと…」作詞：及川眠子、作曲：小森田実、編曲：米光亮
- タッキー&翼
「ラブ・スパイラル」作詞・作曲・編曲：コモリタミノル
- 谷村有美
「Gentle Rainに意地悪」作詞：山田ひろし、作曲：小森田実、編曲：大村雅朗
- SS501
「ホントに好きだった」作詞・作曲・編曲：コモリタミノル
- 田村英里子
「ハッピーエンドを待っている」作詞：及川眠子、作曲：小森田実、編曲：杉山卓夫
- チームしゃちほこ
「愛の地球祭」作詞：宮下浩司 作曲：コモリタミノル 編曲：コモリタミノル
- 東京女子流
「Say long goodbye」作詞：杉村喜光、作曲：コモリタミノル、編曲：松井寛
- AAA
「旅ダチノウタ」作詞：leonn、作曲：コモリタミノル、Rap詞：日高光啓
- 長沢有起
「Fortune Call」作詞：鮎川めぐみ、作曲・編曲：小森田実
- 中島愛
「FLY」作詞・作曲・編曲：コモリタミノル
- The Name of Love
「Casino Boogie」作詞：田辺智沙、作曲：小森田実、編曲：田辺恵二
- パク・ヨンハ
「ずっと君と僕と...」作詞・作曲・編曲：コモリタミノル
「夏のカケラ」作詞・作曲・編曲：コモリタミノル
- 早瀬優香子
「裸足のボレロ」作詞：石川あゆ子、作曲：小森田実、編曲：戸田誠司
「唇の不一致」作詞：石川あゆ子、作曲：小森田実、編曲：戸田誠司
- 兵藤ゆき＆高田純次
「CHANCE! 心ときめいて」作詞：兵藤ゆき、作曲：小森田実、編曲：山本健司
- PINK CRES.
「宇宙の女は甘くない」作詞：児玉雨子、作曲・編曲：コモリタミノル
- V6
「グッデイ!!」作詞・作曲・編曲：コモリタミノル
- 深田恭子
「最後の果実」作詞：黒須チヒロ、作曲・編曲：小森田実
「prayer」作詞：黒須チヒロ、作曲・編曲：小森田実
「胸いっぱいの愛を」作詞：黒須チヒロ、作曲・編曲：小森田実
- 藤井隆
「幸福インタビュー」作詞：松本隆、作曲・編曲：コモリタミノル
- BLACK BISCUITS
「リラックス -Relax-」作詞：森浩美・ブラックビスケッツ、作曲・編曲：小森田実
- FRUITS ZIPPER
「さん」作詞：ヤマモトショウ、作曲・編曲：小森田実
- BoA
「コノヨノシルシ」作詞：相田毅、作曲・編曲：コモリタミノル
「With U」作詞：BoA、作曲：コモリタミノル、編曲：田中直
「心の手紙」作詞：園田凌士、作曲・編曲：コモリタミノル
- Folder
「パラシューター」作詞：小林和子、作曲・編曲：小森田実
「ごめんね朝寝坊」作詞：小林和子、作曲・編曲：小森田実
「NOW AND FOREVER」作詞：小林和子、作曲・編曲：小森田実
「GET YOU」作詞：小林和子、作曲・編曲：小森田実
「FIRE! FIRE!」作詞：小林和子、作曲・編曲：小森田実
「SPARKLE」作詞：小林和子、作曲・編曲：小森田実
「ジャカジャカジャンケンポン」作詞：小林和子、作曲・編曲：小森田実
「HELLOW AGAIN」作詞：小林和子、作曲・編曲：小森田実
「眠れない惑星」作詞：柳沢直弥、作曲・編曲：小森田実
「GONE GONE GO AWAY」作詞：小林和子、作曲・編曲：小森田実
「ためいき」作詞：柳沢直弥、作曲・編曲：小森田実
「DO MY LOVE」作詞：柳沢直弥、作曲・編曲：小森田実
「Lady Butterfly」作詞・作曲・編曲：小森田実
「太陽だった」作詞・作曲・編曲：小森田実
「Crazy for you」作詞・作曲・編曲：小森田実
- 本田理沙
「さそって入口 ふるえて出口」作詞：阿久悠、作曲：小森田実、編曲：佐藤準
- Folder featuring Daichi
「Everlasting Love」作詞・作曲・編曲：小森田実
「Reality」作詞・作曲・編曲：小森田実
- 松浦亜弥
「Happy To Go!」作詞・作曲・編曲：コモリタミノル
「Blue Bird」作詞・作曲・編曲：コモリタミノル
「レスキュー!レスキュー!」作詞・作曲・編曲：コモリタミノル
- 松田聖子
「二人だけのChristmas」作詞：松田聖子、作曲：小森田実、編曲：大村雅朗
- 真弓倫子
「こしゃくなMy Halation!」作詞：山田ひろし、作曲：小森田実、編曲：中村哲
「もっとBrand－New!」作詞：山田ひろし、作曲：小森田実、編曲：戸塚修
- MISIA
「Fly Away」作詞：MISIA、作曲・編曲：コモリタミノル
「Welcome One」作詞：MISIA・Kellie Smith、作曲：COMORITA MINORU・Lian Tian
- 三浦理恵子
「楽園のトリコ」作詞：長友博文・及川眠子、作曲：小森田実、編曲：新川博
- 南野陽子
「12月､風の糸で」作詞：康珍化、作曲：小森田実、編曲：萩田光男
「リフトの下で逢いましょう」作詞：康珍化、作曲：小森田実、編曲：萩田光男
「知ってると思ってた」作詞：戸沢暢美、作曲：小森田実、編曲：萩田光男
「誰が為に地球はまわる」作詞：南野陽子、作曲：小森田実、編曲：難波正司
- 観月ありさ
「Cherry Cherry Strawberry」作詞・作曲：小森田実、編曲：京田誠一
- 水谷優子
「Rock Candy」作詞：麻生圭子、作曲：小森田実、編曲：入江純
- 宮野比呂美
「蒼の時刻（とき）」作詞：教重清隆、作曲：小森田実、編曲：奥慶一
- 村井麻里子
「彼女の太陽　彼の月」作詞：村井麻里子、作曲：小森田実、編曲：平野たかよし
- メロン記念日
「カリスマ・綺麗」作詞・作曲・編曲：コモリタミノル
「オンナザカリ」作詞・作曲・編曲：コモリタミノル
- 森川美穂
「教室」作詞：千家和也、作曲：小森田実、編曲：瀬尾一三
「級友」作詞：千家和也、作曲：小森田実、編曲：瀬尾一三
「レフト・アローン」作詞：松宮恭子、作曲：小森田実、編曲：瀬尾一三
「姫様ズームイン!」作詞：ちあき哲也、作曲：小森田実、編曲：瀬尾一三
「フルフェイスとSummer Days」作詞：田口俊、作曲：小森田実、編曲：小林信吾
「ひとりぼっちのセレモニー」作詞：佐藤純子、作曲：小森田実、編曲：小林信吾
「FRIDAY Night Town」作詞：森川美穂、作曲：小森田実、編曲：山本健司
「スタンダード」作詞：佐藤純子、作曲：小森田実、編曲：小林信吾
「夏リフトから」作詞：小林和子、作曲：小森田実、編曲：小林信吾
「チャンス」作詞：森川美穂、作曲：小森田実、編曲：山本健司
「友達のまま」作詞：森川美穂、作曲：小森田実、編曲：Dr.55
「ビジネスか恋か、それが問題!」作詞：森川美穂、作曲：小森田実、編曲：Dr.55
「ナチュラルで行こう」作詞：田辺智沙、作曲：小森田実、編曲：中村哲
「戦いは終わらない!」作詞：森川美穂、作曲：小森田実、編曲：佐藤準
「心の行方」作詞：森川美穂、作曲：小森田実、編曲：小林信吾
「あふれる想いのすべてを…」作詞：森川美穂、作曲：小森田実、編曲：京田誠一
「Splash Blue」作詞：麻生圭子、作曲：小森田実、編曲：小林信吾、コーラスアレンジ：川村栄二
「Mambo Soleil」作詞：ちあき哲也、作曲：小森田実、編曲：小林信吾、コーラスアレンジ：川村栄二
「クリスマスはどうするの？」作詞：小林和子、作曲：小森田実、編曲：小林信吾
「制服世代」作詞：千家和也、作曲：小森田実、編曲：瀬尾一三
「最後の笑顔」作詞：岩里祐穂、作曲：小森田実、編曲：小林信吾
- 山本達彦
「ミッシング・ウィスパー」作詞：松尾由紀夫、作曲：小森田実、編曲：鷺巣詩郎
- Yami_Q_ray
「綺麗な花には毒がある」作詞：西直紀、作曲：コモリタミノル
- ゆうゆ
「サヨナラ志願」作詞：及川眠子、作曲：小森田実、編曲：米光亮
「ちょっとほの気のタイミング」作詞：及川眠子、作曲：小森田実、編曲：西平彰
「モナリザのいたずら」作詞：秋元康、作曲：小森田実、編曲：佐藤準
「夢見るチャンネル」作詞：及川眠子、作曲：小森田実、編曲：佐藤準
「あんちょこ技きのラブソング」作詞：及川眠子、作曲：小森田実、編曲：佐藤準
「夏のダリア」作詞：秋元康、作曲：小森田実、編曲：佐藤準
「時計じかけの片想い」作詞：及川眠子、作曲：小森田実、編曲：佐藤準
「メトロポリス・ハネムーン」作詞：及川眠子、作曲：小森田実、編曲：後藤次利
「せつないわけの朝寝坊」作詞：及川眠子、作曲：小森田実、編曲：西平彰
「ドラマチックにいちぬけた」作詞：及川眠子、作曲：小森田実、編曲：瀬尾一三
「YES/2」作詞：及川眠子、作曲：小森田実、編曲：瀬尾一三
- 吉田朋代
「愛まで届かない」作詞：吉田朋代、作曲：小森田実、編曲：新川博
- Lead
「Love Magic」作詞：藤林聖子・Mr.Blistah、作曲：籾山タカヒロ・コモリタミノル、編曲：コモリタミノル
「Jewel of Queen」作詞：藤林聖子・Shinya、作曲：コモリタミノル、編曲：佐々木章
- リュ・シウォン
「DESTINY」作詞：ma-saya、作曲・編曲：コモリタミノル
「光」作詞：ma-saya、作曲・編曲：コモリタミノル
「遠い母」作詞：ma-saya、作曲・編曲：コモリタミノル
- Lyrico
「Holiday Kitchen xxx」作詞：Lyrico、作曲・編曲：コモリタミノル
- Rei
「Just Believe」作詞：許瑛子、作曲：小森田実、編曲：井上俊次
- 若林志穂
「ロンリー・シンデレラ」作詞：児島由美、作曲：小森田実、編曲：国本佳宏
- ワルキューレ
「ルンがピカッと光ったら」作詞：西直紀、作曲・編曲：コモリタミノル
「いけないボーダーライン」作詞：西直紀、作曲・編曲：コモリタミノル
「破滅の純情」作詞：西直紀、作曲・編曲：コモリタミノル
「ルンに花咲く恋もある」作詞：西直紀、作曲・編曲：コモリタミノル
「マダマニア」作詞・作曲：コモリタミノル

## その他作曲
- 愛知県名古屋市・名古屋ターミナルビル・大型からくり時計「テリヨン」（名古屋駅大からくり時計）
- 神奈川県平塚市・平塚ラスカ 星の広場・大型からくり時計